# 結子棋
結子棋（Neutreeko），是挪威數學家、黑白棋棋手Jan Kristian Haugland在2001年推出的兩人連棋類遊戲，結合中子棋、結駟棋。

## 棋具
- 棋盤為5*5的棋格。

- 棋子各方三枚，以兩色區分敵我。

## 規則
- 初始佈置為兩枚己棋放於己側底行與第二、四縱行的交叉格，另一枚己棋放於敵方次底行的正中間。
- 每方輪流移動一枚己棋，為朝橫豎斜方向移動至最遠的連續空格，途中不得有子，不得停頓。
- 三次局棋反覆為和局。
- 以三枚己棋先以縱橫斜連成一線獲勝[3]。

## 外部連結
- 遊戲介紹 （页面存档备份，存于）
- 遊戲下載 （页面存档备份，存于）